# 桑沃尔德姆
桑沃尔德姆（Sanvordem），是印度果阿邦South Goa县的一个城镇。总人口4832（2001年）。

## 人口
该地2001年总人口4832人，其中男性2431人，女性2401人；0—6岁人口558人，其中男274人，女284人；识字率72.25%，其中男性为77.91%，女性为66.51%。